# Districte de Langres
El Districte de Langres és un dels tres districtes amb què es divideix el departament francès de l'Alt Marne, a la regió del Gran Est. Té 10 cantons i 158 municipis. El cap del districte és la sotsprefectura de Langres.

## Cantons
cantó d'Auberive - cantó de Bourbonne-les-Bains - cantó de Fayl-Billot - cantó de Laferté-sur-Amance - cantó de Langres - cantó de Longeau-Percey - cantó de Neuilly-l'Évêque - cantó de Prauthoy - cantó de Varennes-sur-Amance - cantó de Val-de-Meuse